# Eséka
Eséka o Éséka es una comuna camerunesa perteneciente al departamento de Nyong-et-Kéllé de la región del Centro.
En 2005 tiene 23 242 habitantes, de los que 17 904 viven en la capital comunal homónima.
Se ubica en el cruce de las carreteras P9 y P10. Al sur de la localidad pasa por su territorio el río Nyong.
La localidad es conocida por haberse producido aquí el accidente ferroviario de Éséka, uno de los accidentes ferroviarios más graves que se han producido en el oeste de África. En este accidente, ocurrido el 21 de octubre de 2016, un tren descarriló en las proximidades de la estación de Éséka, dejando 79 muertos y 551 heridos.

## Localidades
Comprende, además de la ciudad de Éséka, las siguientes localidades:
- Bogso
- Bonbe
- Djogob
- Limoug Lihog
- Lipombe
- Mahomey
- Makomol
- Mamb Kelle
- Mandjack
- Manguegues
- Mapan
- Minlongo
- Minloh
- Mintanye
- Mouanda
- Ngog Tos
- Nguibassal
- Njock
- Pout Kelle
- Songbadjeck
- Song Bassong
- Song Bikun
- Song Hoth
- Song Ndeng
- Song Nweck
- Souhe